# 山口県立防府西高等学校
山口県立防府西高等学校（やまぐちけんりつ ほうふにしこうとうがっこう）は、山口県防府市台道に所在する公立の高等学校。

## 設置学科
- 総合学科
  - 人文科学系列
  - 自然科学系列
  - 生活科学系列
  - 芸術・スポーツ系列

## 沿革
- 1979年（昭和54年）4月 - 開校
（現在の防府郵便局付近を仮校地とする）
- 1981年（昭和56年）3月 - 現在地に移転完了
- 2003年（平成15年）4月 - 総合学科設置

## 著名な出身者
- 山崎まさよし - シンガーソングライター
- 瀧野由美子 - アイドルグループ、STU48の元メンバー[1]